# Эгезе
Эгезе́ (фр. Éghezée, валлон. Inguezêye / Ingzêye / Inguèzéye) — коммуна в Валлонии, расположенная в провинции Намюр, округ Намюр. Принадлежит Французскому языковому сообществу Бельгии. На площади 102,81 км² проживают 14 347 человек (плотность населения — 140 чел./км²), из которых 49,24 % — мужчины и 50,76 % — женщины. Средний годовой доход на душу населения в 2003 году составлял 12 753 евро.
Почтовый код: 5310. Телефонный код: 081.